# Peter Hölzel
Peter Hölzel (* 11. September 1939 in Radebeul; † 6. März 1990 in Dresden) war ein deutscher Film- und Theaterschauspieler.

## Leben
Hölzel besuchte von 1960 bis 1962 die Staatliche Schauspielschule Berlin. Bis 1971 hatte er dann meist nur kurze Engagements an  verschiedenen Häusern. Ab 1971 bis zu seinem Tod 1990 war er ununterbrochen am Staatsschauspiel Dresden engagiert.
„Unvergesslich“ sei seine Hauptrolle 1983 als die des Nationalsozialisten Adolf Eichmann „in einer Aufsehen erregenden“ Inszenierung des Stücks Bruder Eichmann von Heinar Kipphardt gewesen, das postum im Großen Haus am 8. September 1983 unter der Regie von Horst Schönemann und mit der Musik von Eckehard Mayer DDR-erstaufgeführt wurde.
Hölzel wurde auch bekannt durch Filmrollen wie Wolz – Leben und Verklärung eines deutschen Anarchisten (1973), wo er den Kassierer spielte, und in Startfieber (1986) als Vater Bergler; der Jugendfilm Startfieber basierte auf einer Vorlage Hölzels. In Einer trage des anderen Last … (1988) spielte er Truvelknecht.

## Filmografie
- 1969: Sankt Urban (Fernsehminiserie)
- 1972: Der Kammersänger (Theateraufzeichnung)[4]
- 1973: Wolz – Leben und Verklärung eines deutschen Anarchisten
- 1973: Stülpner-Legende (Fernsehserie, 2 Folgen)
- 1973: Polizeiruf 110: Der Ring mit dem blauen Saphir (Fernsehreihe)
- 1974: Polizeiruf 110: Nachttaxi
- 1975: Die Lachtaube (Theateraufzeichnung)[5]
- 1976: Nelken in Aspik
- 1976: Die Lindstedts (Fernsehminiserie, 3 Folgen)
- 1978: Ein Zimmer mit Ausblick (Fernsehserie, 1 Folge)
- 1979: Tull (Fernsehfilm)
- 1980: Die Schmuggler von Rajgrod
- 1981: Jockei Monika (Fernsehserie, 1 Folge)
- 1982: Die Nebelschlucht (Fernsehfilm)
- 1983: Der Staatsanwalt hat das Wort (Fernsehreihe, Folge 87)
- 1984: Der Staatsanwalt hat das Wort (Fernsehreihe, Folge 93)
- 1985: Johann Sebastian Bach (Vierteiliger Fernsehfilm, Episode: Stürme und Jahre)
- 1985: Der Doppelgänger
- 1985: Neues übern Gartenzaun (Fernsehserie, 4 Folgen der 2. Staffel)
- 1986: Startfieber
- 1986: Polizeiruf 110: Kein Tag ist wie der andere
- 1988: Einer trage des anderen Last …

## Theaterstücke (Auswahl)
- 1971/72: Sauna am Sylvester
- 1972: Der Kammersänger
- 1972/73: John Gabriel Borkmann[6]
- 1975: Die Lachtaube
- 1978/79: Der Revisor[7]
- 1983: Heinar Kipphardt: Bruder Eichmann (Bruder Eichmann) – Regie Horst Schönemann (DDR-EA)